# Corpach
Corpach (en gaélique écossais : A' Chorpaich) est un gros village au nord de Fort William, dans les Scottish Highlands. L'écluse de Corpach sur Loch Linnhe, à l'est du détroit menant au Loch Eil, se trouve à l'entrée maritime ouest du canal calédonien. C'est un port naturel, contrairement à Fort William.

## Histoire
Le nom Corpach est réputé basé sur le gaélique "champ des cadavres", ainsi appelé parce qu'il était peut-être utilisé comme lieu de repos lors du transport des cercueils de chefs sur le chemin de l'enterrement sur Iona.
La bataille de Corpach, vers 1470, a vu le clan Cameron mettre en déroute le clan MacLean.

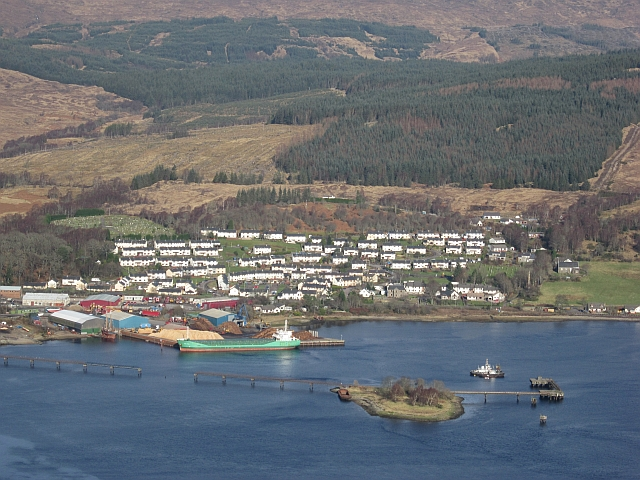
Corpach.

Pendant la Première Guerre mondiale, l'United States Navy avait une base à Corpach dans le cadre de la pose du barrage de mines de la mer du Nord (North Sea Mine Barrage),.
Des mines marines ont été expédiées à Corpach depuis les États-Unis, puis envoyées à la base d'Inverness par le canal calédonien qui rejoint le Loch Linnhe à Corpach.
Pendant la Seconde Guerre mondiale, Corpach était la base technique du HMS St Christopher, une base d'entraînement pour la Royal Navy. Certains des bâtiments sont toujours utilisés. Un grand camp à Annat est devenu le village d'Annat après la guerre, composé de quelque 200 maisons similaires aux maisons préfabriquées mais de construction en ciment plus solide et à toit plat (certains des restes de ciment peuvent encore être vus dans la région). Le site est maintenant utilisé comme lieu de stationnement pour caravanes.